# Parma oligolepis
Parma oligolepis és una espècie de peix de la família dels pomacèntrids i de l'ordre dels perciformes.

## Morfologia
Els mascles poden assolir els 16,5 cm de longitud total.

## Distribució geogràfica
Es troba a l'est d'Austràlia entre Cape Tribulation (Queensland) i Sydney (Nova Gal·les del Sud).